# Hästholmen
Ne doit pas être confondu avec Hästholmen (réserve naturelle).
Hästholmen est une localité de Suède dans la commune d'Ödeshög située dans le comté d'Östergötland.
Sa population était de 320 habitants en 2019.